# Armando Diaz
Armando Vittorio Diaz (Nápoly, 1861. december 5. – Róma, 1928. február 29.) olasz tábornok, marsall, az első világháború sikeres katonai vezetője, 1917-1919 között az olasz hadsereg vezérkari főnöke.
Spanyol ősökkel rendelkező, nápolyi identitású családból származott. Tüzértisztként végzett a torinói akadémián, rövid csapattiszt szolgálat után pedig 1893 és 1895 között elvégezte (évfolyamelsőként) a torinói hadiiskolát. 1895-től döntő részt a vezérkarnál töltött be különböző tisztségeket, fokozatosan lépett előre a ranglétrán. A jellemzések elsősorban fáradhatatlan szorgalmát és precizitását emelték ki, de a társasági illetve polgári életben is széleskörű kapcsolatokkal rendelkezett, harctéri parancsnokként részt vett az 1911-12-es olasz-török háborúban. 1913-tól a vezérkari főnök, Alberto Pollio titkárságának vezetője lett, mely posztot Luigi Cadorna tábornok alatt is betöltötte 1916 júliusáig, amikor engedélyezték neki a frontszolgálatra való áthelyezését. Az első világháború olasz frontvonalán előbb hadosztály parancsnokként harcolt Dél-Tirolban, majd hadtestparancsnokként részt vett a tizedik és a tizenegyedik isonzói csatában.
A tizenkettedik isonzói csata („caporettói áttörés”) után, 1917 novemberében Cadorna utódaként az olasz haderő vezérkari főnökévé nevezték ki. Pozíciójában igyekezett átszervezni a vezérkar munkáját, újjászervezni a megbomlott olasz hadrendet, továbbá javítani a katonák ellátásán és fegyelmén. Tevékenysége nagyban hozzájárult ahhoz, hogy az olasz csapatoknak az antant szövetségeseikkel együttműködve sikerült megállítaniuk az osztrák-magyar erők piavei offenzíváját, majd 1918 őszén a Vittorio Venetó-i csatában döntő győzelmet arattak az olasz fronton, melyet követően az Osztrák–Magyar Monarchia fegyverszüneti egyezmény aláírására kényszerült.
Diaz olasz nemzeti hőssé vált és 1923-ban megkapta az uralkodótól a "Győzelem hercege” (Duca della Vittoria) tiszteletbeli címet. Személyesen nem hitt az olasz adriai expanziós törekvésekben és nem támogatta az olasz fasiszták tevékenységét sem, mégis 1922-ben elvállalta a hadügyminiszteri tárcát Benito Mussolini felálló új kabinetjében, hozzájárulva személyével a kiépülő fasiszta-rendszer bel-és külföldi elismertetéséhez. 1924-ben lemondott hivataláról, az uralkodótól ugyanebben az évben megkapta a tiszteletbeli „Olaszország marsallja” címet.

## Származása és korai pályafutása
Armando Vittorio Antonio Giovanni Nicola Diaz 1861. december 5-én született a dél-olaszországi Nápoly Avvocata elnevezésű kerületében. Családnevéből is kitűnik, hogy apai ágon spanyol ősökkel rendelkezett. Nagyapja, Antonio Diaz II. Ferdinánd nápoly-szicíliai király udvarában volt tisztségviselő, míg apja, Ludovico a hadiflottánál volt tiszt és hajómérnök, az olasz egyesítést (1861) követően pedig az Olasz Haditengerészet genovai és velencei arzenáljában szolgált, utóbbinak ezredesi rangban a parancsnoka volt. Az apa 1871-ben bekövetkezett halálát követően Armando anyja, Irene Cecconi négy gyermekével együtt Nápolyban telepedett le, ahol Armando fivére, az ügyvéd Luigi támogatta a családot.
Diaz tanulmányait kezdetben magániskolákban folytatta, majd apjához hasonlóan a katonai pálya felé orientálódva előbb műszaki tanulmányokat végzett, később pedig sikeres felvételi vizsgát téve 1879 szeptemberében felvételt nyert a torinói tüzérakadémiára. Tanulmányaiban az akadémia igazgatója is erőteljesen támogatta az ifjút, akinél az édesanyja járt közben a fia támogatása érdekében. Diaz 1884-ben tüzértisztként végzett, melyet követően a Casertában állomásozó 10. tábori tüzérezrednél látott el csapattiszti szolgálatot. 1890-től már századosi rangban a folignói székhelyű 1. tábori tüzérezredhez került. Ezen időszakban a katonai szolgálata mellett tovább folytatta tanulmányait: 1893 és 1895 között a torinói hadiiskola tanulója volt, ahol évfolyamelsőként végzett. 1895-ben megnősült, felesége, Sarah De Rosa-Mirabelli egy jómódú nápolyi értelmiségi családból származott, kapcsolatukat a források kifejezetten boldognak és harmonikusnak írják le, három gyermekük született. Érdemes megjegyezni, hogy Diaz személyiségéhez a családi kötelékein fölül is szorosan hozzátartozott a „nápolyi tudat” erős jelenléte, az olasz nyelvet rendesen csak tanulmányai során elsajátító katonatiszt a későbbiekben is erősen kötődött a nápolyi gyökereihez, jól mozgott a helyi elegáns körökben, és mindezek hozzájárultak ahhoz, hogy személyének Dél-Itáliában mind a mai napig erősnek számító kultusza alakult ki.
1895-től döntő részt a vezérkarnál töltött be különböző tisztségeket, fokozatosan lépett előre a ranglétrán. A jellemzések közül egyes kollégái inkább szürke karakternek tartották és megkérdőjelezték alkalmazkodásra való képességét, mások azonban elsősorban fáradhatatlan szorgalmát és precizitását, illetve az elképzeléseinek a gyakorlatba való átültetésének képességét emelték ki. Beosztottjaival szemben ugyanezeket a tulajdonságokat várta el, de megértő is tudott lenni velük – távol állt tőle a tekintélyelvűség. Személyét illetően fontos, hogy vezérkari szolgálata mellett a társasági, illetve polgári életben is széleskörű kapcsolatokkal rendelkezett. Nem voltak ugyan politikai jellegű ambíciói, de igyekezett tájékozódni a különböző parlamenti, illetve országos jellegű politikai eseményekkel kapcsolatban. 1905-ben alezredessé léptették elő, majd 1909-ben egy Firenzében állomásozó gyaloghadosztályhoz kerül, mint a hadosztályvezérkar főnöke. Innen – már ezredesként – 1910-ben La Speziába helyezték át, ahol a 21. gyalogezred parancsnoka lett. Az olasz–török háború (1911-12) kitörését követően csapattiszti szolgálatra küldték és 1912 májusától – az ezred eredeti, súlyosan megbetegedő parancsnokát felváltva – a Líbiában harcoló 93. gyalogezred parancsnoka lett. Harctéri parancsnokként részt vett a háború utolsó jelentősebb összecsapásában, a zanzur-i ütközetben, ahol katonáit személyesen harcba vezetve súlyosan megsebesült, bal vállába egy puskagolyó fúródott. Ez volt az első eset, hogy alakja feltűnt az olasz napilapokban, és a Tribuna Illustrata 1912. október 13-ai számának tudósítása mellett közölt illusztráción Diaz, mint a nemzeti trikolórt csókkal intő hős katona jelent meg. Hazatérését követően megkapta a Savoyai Katonai Rend tisztikeresztjét.

## Szolgálata az első világháborúban

### Vezérkari tisztként, majd harctéri parancsnokként az olasz fronton
Harctéri sebesüléséből felgyógyulva 1913 januárjától az olasz vezérkari főnök, Alberto Pollio tábornok titkárságának vezetője lett, amely beosztását a Pollio halálát követően (1914. július 1.) vezérkari főnökké váló Luigi Cadorna alatt is megtarthatta. Cadorna elégedett volt beosztottja munkájával, így ír egyik levelében: „Nem ismertem korábban Diaz ezredest, de […] amikor a titkárságot vezette, […] nekem úgy tűnt, hogy ő a legtekintélyesebb, legintelligensebb, legaktívabb tiszt. Tökéletesen ismeri a különböző szervek működését, gyorsan elintézi a bonyolult dolgokat. Azt gondolom, hogy a legjobb vezérkari ezredes.”.
1915 májusában Diazt dandártábornokká nevezték ki, és a mozgósított haderő Legfelsőbb Parancsnokságának felállítását követően annak műveleti osztályát vezette. Diaz irodájának alapvetően a Legfelsőbb Parancsnoksághoz tartozó különböző hivatalok, illetve operatív szervek munkájának koordinálása volt a feladata, a katonai hadműveletek megtervezése Cadornához és közvetlen környezetéhez tartozott. A király, III. Viktor Emánuel olasz király a hadba lépéskor Cadornára ruházta a haderő hadászati stratégiája kialakításának a feladatát és az operatív irányítást is, és így alapvetően szabad kezet adott Cadornának (akit gyakran csak caponak – „főnöknek” hívtak) a főparancsnokság belső struktúrájának átalakításában és működtetésében – a tábornok az olasz hadsereg élén gyakorlatilag egyeduralmat épített ki magának. Cadorna gyakran került konfliktusba tábornok társaival és a kormány tagjaival is, de Diaz munkájával a források tanúsága szerint alapvetően elégedett volt. Ennek ellenére körülbelül egyéves szolgálat után Diaz személyes kérésére Cadorna mégis engedélyezte frontszolgálatra való áthelyezését: 1916. június 27-én kinevezték a 49. gyaloghadosztály parancsnokává, mellyel együtt altábornagyi rangot kapott.
A 49. gyaloghadosztály (amely az olasz harmadik hadsereg kötelékéhez tartozott) élén körülbelül tíz hónapon keresztül harcolt a dél-tiroli karszt közelében fekvő frontvonalban. Harctéri parancsnokként a róla kialakult kép egy szigorú és fegyelmet követelő, de alapvetően emberséges, az alája beosztottak életéért felelősséget vállaló főtisztet takar. Mindig nagy gondok fordított arra, hogy személyesen ellenőrizze az első vonalban szolgálatot teljesítők megfelelő felváltását, a katonák megfelelő ellátását, és a lövészárkokban tett személyes látogatásai alkalmával igyekezett beszédbe elegyedni a közkatonákkal, biztató szavakkal illetni őket. A tisztjei és közkatonái életéről gondoskodó, a veszteségeket minimalizálni kívánó attitűdjével kivívta az emberei tiszteletét és bizalmát.
1917. április 12-én előléptették és az újonnan alakult 23. hadtest parancsnokává nevezték ki, amely szintén a harmadik hadsereg alárendeltségébe tartozott. Ezen poszton vett részt a tizedik isonzói csata hadműveleteiben. A csata az Isonzó folyó mentén indított olasz támadások újabb fejezetét jelentette, a felkészülés részeként a Cadorna vezette olasz haderő jelentős csapaterősítéseket irányított át a térségbe és az antant szövetségeseknek köszönhetően korszerű felszerelésekkel, így több és modernebb tüzérséggel voltak képesek ellátni az offenzívára készülő csapatokat. A kétszeres túlerőben lévő olasz erők ennek ellenére csak csekély eredményeket értek el, Goriziától (Görz) északra, illetve délre áttörték az osztrák vonalakat, de hamarosan az osztrák-magyar ellentámadás a területek többségét visszafoglalta. Maga Diaz a hadtestével a Castagnevizza körüli szektorban tört előre, az elfoglalt állásokat az osztrák-magyar ellentámadás ellenére megtartotta.
Hasonlóan eredménytelenül zárult az év utolsó nagy olasz offenzívája is, amelyet a szakirodalom a tizenegyedik isonzói csatának nevez. A nyugati fronton, Ypres közelében zajló antant offenzívával párhuzamosan meginduló olasz támadás minden addiginál nagyobb erővel (51 hadosztály és 5200 löveg), mintegy félmillió olasz katonát felsorakoztatva indult meg 1917. augusztus 19-én, de csekély eredményekkel ért véget ismét – a kitűzött célt (Trieszt elfoglalása) nem tudták teljesíteni. Diaz a 23. hadtesttel a Karszt-fennsík irányában tört előre Oppacchiasellától délre augusztus 19-21. között, a területeket az osztrák-magyar ellenlökésekkel szemben ismét megtartotta. Október 3-án megsebesült, egy srapnel-szilánk fúródott a jobb karjába, de hamarosan felépült. Érdemeiért és harctéri teljesítményéért megkapta a Savoyai Katonai Rend parancsnoki keresztjét. A csata – bár az olaszok nem érték el a kitűzött céljukat – óriási veszteségeket okozott mindkét félnek. A súlyosan meggyengült osztrák-magyar erőkkel szemben – amelyek minden bizonnyal még egy ilyen volumenű offenzívát nem tudtak volna már megállítani – az olasz hadvezetés részben a kedvezőtlen időjárás, részben a hatalmas veszteségek miatt nem kezdeményezett újabb offenzívát, ami elegendő időt hagyott a védekezők sorainak rendezésére és a legnagyobb titokban német csapattestekkel való megerősítésére. Az olasz hadvezetés nem számolt egy német-osztrák-magyar offenzíva lehetőségével, a felderítés sem számolt be csapatösszevonásokról, így Cadornát és körét hidegzuhanyként érte az 1917. október 24-e éjjelén meginduló támadás híre, mely caporettói áttörésként épült be napjaink köztudatába, és melynek eredményeképp több tízezer olasz katona halt meg vagy sebesült meg, és további háromszázezer került hadifogságba.

### Az olasz hadsereg vezérkari főnökeként

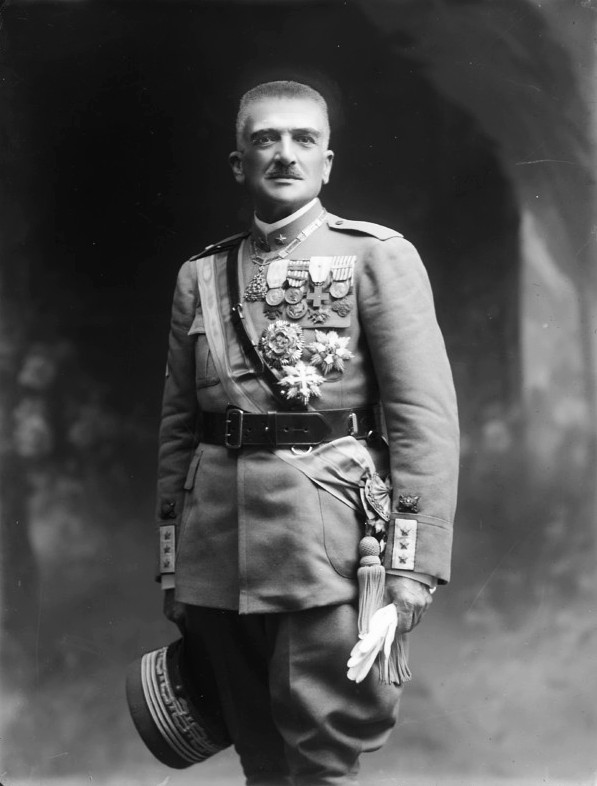
Armando Diaz tábornoki egyenruhában

A caporettói vereséget követően az olasz vezérkari főnököt, Cadorna tábornokot az uralkodó, III. Viktor Emánuel menesztette, helyére az új miniszterelnökkel, Vittorio Orlandóval egyetértésben Diazt javasolta, ami azonban sokakat (köztük magát Diazt is) váratlanul ért. A kormányfő mozgatórugóiról nem tudunk képet kapni – emlékirataiban nem ír erről, de sok kortárs gondolta úgy, hogy Diaz kinevezésében szerepet játszhatott a kormány pénzügyminisztere, Francesco Nitti, aki gyakran egyengette dél-olasz földijeinek pályafutását. A király oldaláról nézve egyértelműbb okokat feltétezhetünk. Egyrészt motiválhatta az, hogy az angolok és franciák preferálta másik vezérkari főnök-jelölt, Emanuel Filiberto aostai herceg (aki a harmadik hadsereg élén Diaz felettese volt) a király ellenlábasának számított, és nem akarta tovább növelni hatalmi pozíciót egy ilyen posztra való kinevezésével, de emellett természetesen a Diaz melletti döntés összhangban állhatott azzal is, hogy egyaránt voltak tapasztalatai a fronton való harcban, illetve a vezérkari munkában is, előbbiben a tiroli karszton tett látogatásai során a király is megbizonyosodhatott. Fontos érv volt az is, hogy Diaz több mint tíz évvel volt fiatalabb Cadornánál és joggal remélték, hogy egy fiatalabb, energikusabb főtiszt képes lehet arra, hogy rendezze a megtépázott olasz hadsereg sorait.
Diaz 1917. november 8-án kapta kézhez a kinevezését. Nehéz feladat előtt állt: meg kellett állítania a központi hatalmak előretörését, újjá kellett szerveznie a megbomlott olasz hadszervezet egységét és meg kellett szilárdítania pozícióját, mint a Legfelsőbb Parancsnokság vezetője. Elődjével ellentétben bár határozottan kiállt a hadsereg függetlensége mellett, és ellenezte a politikai szereplők beleszólását a katonai kérdésekbe, de ha a helyzet úgy kívánta kész volt kompromisszumok kötésére, gyakran egyeztetett az uralkodóval, III. Viktor Emánuellel illetve a vezető olasz politikusokkal is. Nagy segítségére volt a helyettesévé tett két olasz tábornok, Pietro Badoglio és Gaetano Giardino, előbbi az operatív feladatokért, utóbbi a francia illetve brit hadvezetéssel való kapcsolattartásért felelt. Diaz továbbra is magánál hagyta a végső döntés jogát, de – felismerve a háborús helyzet összetettsége által teremtett új kihívásokat – átszervezte a hivatali rendszert és elhatárolta a különböző illetékességeket, nagy hangsúlyt fektetett az információs szolgálatok fejlesztésére és megerősítette az összekötő tisztek szerepét, akiknek közvetlen tájékoztatást kellett adniuk neki a különböző frontok helyzetéről. Elődjével összehasonlítva Horváth Jenő történész úgy jellemzi Diazt, hogy „Diaz nem volt öntelt ember, Cadornához képest még nagyon magabiztos sem, a maga és a hadsereg autoritását azonban elődjéhez hasonló következetességgel igyekezett érvényesíteni: ha a tábornokai hibáztak, ugyanolyan gyorsan leváltotta őket, mint Cadorna.”
Diaz átfogó szervezőmunkája, illetve az antant csapaterősítések megérkezése stabilizálta az olasz frontot, és a központi hatalmak támadását december végére sikeresen megállították. A november 12-i, Dél-Tirolból meginduló osztrák–magyar próbálkozást a térségbe átirányított öt angol és hat francia hadosztály segítségével elhárították az olaszok, és az olasz állásokat a Piave alsó folyása mentén, illetve a Brenta felső folyása és a Piave között megszilárdították. A küzdelem sikeressége a még ma is előforduló ellenkező nézetekkel szemben alapvetően az olasz csapatok érdeme volt, a megérkező francia és brit hadosztályok ekkor még csak tartalékot képezve nem vettek részt a tényleges harci cselekményekben, ugyanakkor jelenlétük lehetővé tette, hogy az olasz haderő minden harcképes hadosztályával fel tudjon lépni az ellenséges offenzíva megállítása érdekében. Az olasz történetírásban csak „feltartóztató csataként” aposztrofált küzdelem eredményeképpen az olasz hadsereg elkerülte a teljes katasztrófát, és időt nyert sorainak a rendezésére – 1917 végén mindkét szemben álló fél téli védelemre rendezkedett be, a frontvonalak megmerevedtek és visszatértek az állásharcokhoz.
Az addigi támadó szellemmel ellentétben Diaz védekező doktrínát igyekezett érvényesíteni. A központi hatalmak támadásának kifulladása elegendő időt adott a front Piavénál való megerősítésére és – az addig az olasz oldalról jóformán hiányzó – mélységi védelem kialakítására. Szintén alkalmas volt ezen időszak arra, hogy Diaz irányításával a csapatok felszereltségének és ellátásának javítását célzó intézkedések menjenek végbe, és bár nem minden frontszakaszon hoztak ezek azonos eredményt, mindenesetre a csapatok felfigyeltek erre és értékelték. A haderőn belül jelentős szervezeti változtatásokra került sor, és Cadorna gyakorlatával szemben Diaz a frontvonalon addig főszerepet játszó 2. hadsereg "privilegizálása" helyett valamivel kisebb, egymáshoz viszonyítva arányosabb, és könnyebben irányítható hadseregeket szervezett. Meghosszabbították a gyalogezredek kiképzésének idejét, javították a felszereltségüket, megjelentek köztük a gépkarabélyokkal, illetve lángszórókkal felszerelt szakaszok, és ekkorra tehető a német rohamosztagokhoz hasonló arditoalakulatok megszervezése is.       A reformoknak fontos része volt a katonák közhangulatának és életkörülményeinek javítása. Szabályozások történtek az elsővonalbeli szolgálat, és azt ezt követő pihenő napjaira vonatkozóan, növelték a katonák szabadságát (kötelezővé tették az évi egyszeri 15 napos „téli” szabadságukat, és ezt kiegészítették további 10 napos szabadságolással), javítottak az élelmezés és a betegellátás körülményein. Mindazonáltal érdemes leszögezni azt, hogy a csapatokkal „atyailag törődő, megértő parancsnok” képe nem jelenti azt, hogy a Diaz vezette „új irányvonal” megszabadult volna a fegyelemsértőkkel és a dezertőrökkel való szigorú eljárások gyakorlatától. A háború utolsó évében a katonai bíróságok továbbra is Cadorna idejének ritmusával és módszereivel dolgoztak (bár az erre vonatkozó pontos statisztikák hiányoznak), Diaz tábornok pedig némely tekintetben elődjénél is szigorúbb szabályozást vezetett be: először vezették be azt, hogy azon hátországban bujkáló katonaszökevényeket, akiknek a távolléte meghaladja a harminc napot – halállal büntetik. Mindenesetre a drákói szigorral fenyegetőző hivatalos felhívásokat nem ismételték meg, és a Cadorna által használt tizedelésekre sem került sor a háború hátralévő részében. Az új olasz hadvezetés újítása volt a propagandista-tisztiszolgálat létrehozása. A vezérkaron és a magasabb egységek parancsnokságain (később ezred szinten is) olyan tisztek lettek kinevezve, akik a bevonulásuk előtt a művészeti élet különböző szegmenseiben vettek részt, és feladatuk lett, hogy a hadsereg propagandatevékenységét megszervezzék és kézben tartsák, katona újságokat adjanak ki, emellett pedig jelentéseikkel tájékoztatást adjanak a főparancsnokságnak a katonák mindennapjairól, a köztük uralkodó közhangulatról. A propaganda nem csak a saját hátország, hanem az ellenséges Osztrák–Magyar Monarchia területét is érintette, és Diaz engedélyt adott arra, hogy olasz repülőkről röpcédulákat szórjanak le tömegesen az ellenség frontvonalára és hátországára – a Monarchia nemzetiségeinek nyelvén megfogalmazott röplapok célja az ellenség demoralizálása volt.
Természetesen mindehhez közrejátszott az a tény is, hogy ekkorra az olaszokkal szemben álló csapatok mind fegyverzetben, mint ellátottság tekintetében már alulmúlták a védelemre berendezkedett csapatokét, és a Monarchia erőit támogatói német csapatokat is 1917 végén fokozatosan kivonták az itáliai hadszíntérről. Az osztrák–magyar csapatok összesen százötvenezer katonája halt meg, sebesült meg vagy esett hadifogságba és – bár beásva magukat megtartották a Piave vonalán a caporettói áttörés során meghódított területeket – a Császári és Királyi Hadsereg végzetesen meggyengült a fronton.
Az osztrák–magyar kudarc előkészítette a terepet az újjászervezett olasz haderő 1918-as offenzívájának. Diaz tábornok eredetileg október 16-ra tervezte a támadást, de az időjárás miatt október 24-ére halasztotta (a caporettói áttörés első évfordulójának napjára), az offenzíva első két napján csak a tiroli és piavei frontokon kezdődtek meg a harcok, az antant főerők mozdulatlanok maradtak. Október 26-ról 27-ére virradó éjjel nagy tüzérségi előkészítést követően olasz és angol csapatok átkelve a Piavén hídfőket létesítettek a folyó bal partján, október 29-én pedig a hídfőkből meginduló támadás több helyen is áttörte a védelem állásait – az osztrák–magyar haderő nagy része rendezetlenül vonult vissza, az ellenállás összeomlott. A Vittorio Venetó-i csata során az olaszok felőrölték a Monarchia csapatait és sikeresen visszafoglalták Olaszország korábban megszállt területeit. Október 28-án a Viktor Weber von Webenau tábornok vezetésével felálló osztrák–magyar bizottság az olasz féllel felvéve a kapcsolatot megkezdte a fegyverszüneti tárgyalásokat, amelynek eredményeképpen 1918. november 3-án a Monarchia megkötötte Olaszországgal a padovai fegyverszünetet. A császári és királyi haderő főparancsnoksága azonnal elfogadta a tűzszünetet, csapatai megszüntették a harctevékenységet, így a támadó olasz csapatok (amelyek folytatták az előrenyomulást, mivel az egyezmény pótjegyzőkönyvének értelmében a szerződés nem az aláírástól, hanem az egyezmény megkötését követően csak 36 óra múltán lép hatályba) a következő napokban jelentős mennyiségű hadianyagot zsákmányoltak, és csaknem 350 000 osztrák–magyar katonát ejtettek hadifogságba.
A fegyverszüneti egyezmény aláírását követően adta ki Diaz híressé vált 1268. számú hadijelentését, melyben bejelentette az olasz győzelmet (Bollettino della Vittoria, magyarul „Győzelmi Közlemény”):
Győztünk az Ausztria–Magyarország elleni háborúban, melyet Ő Felsége a király mint legmagasabb fővezér vezetése alatt számra és felszerelésre csekélyebb hadierőkkel 1915. május 24-én megkezdtünk és rendíthetetlen hittel és szívós vitézséggel megszakítás nélkül s a legnagyobb elkeseredéssel 41 hónapon át folytattunk. A világ egyik leghatalmasabb hadseregének maradványai rendezetlenségben és reménytelenül húzódnak vissza fölfelé azokon a völgyeken, amelyeken át előbb büszke biztonságérzettel szállottak alá.

## Élete a háború után
Diaz a fegyverszünet megkötését követően még további egy évig állt a vezérkar élén, az ő vezénylésével kezdődött meg a mozgósított haderő leszerelése, a harcok alól felszabadult területek rekonstrukciójának megkezdése, továbbá az Alpok és az Adria egyes térségeinek katonai ellenőrzés alá vonása. Ellenezte az olyan kalandor-vállalkozásokat, mint a Gabriele D’Annunzio nevével fémjelzett Carnarói Olasz Kormányzóságot, melyben a hadsereg fegyelmének, és annak, mint a politikai csatározásokon felülálló intézmény hagyományainak aláásását látta egy olyan ügyért (az adriai olasz expanziós politika) amiben önmaga nemigen hitt. Nemzeti hősként tisztelték hazájában, és a háború után lezajló, a caporettói események felelősségének megállapítását célzó vizsgálatok a személyét megkímélték. 1919 novemberében lemondott a vezérkari főnöki posztról, melynek oka részben a megromlott egészségügyi állapota volt – a tiroli karszton folyó harcok idején krónikus hörghurutot kapott, amely szövődményei évekkel később végül a halálához vezettek. Utódja az addigi helyettese, Pietro Badoglio lett. 
Rövid ideig – tiszteletbeli címként – a hadsereg főfelügyelője volt, majd több más tábornokkal együttműködve a megnövekedett hatalmú Pietro Badogliót eltávolítva a képből részt vett az addigi vezérkari főnök funkcióit ellátó ún. Haditanács (Consiglio dell'esercito) létrehozásában, amelynek alelnöke lett. Jó hírét nem árnyékolta be az a tény, hogy e szervezet inkább gátja volt az olasz hadseregen belüli, modernizálást szolgáló szerkezeti átalakításoknak, minthogy segítette volna azokat. 1921-ben részt vett az egyesült államokbeli Kansasban felállított első világháborús emlékmű felavatásán, ugyanezen év decemberében III. Viktor Emánuel a „Győzelem hercege” (Duca della Vittoria) címmel tüntette ki őt.
Nem vett részt aktívan az 1920-1922 közötti belpolitikai harcokban, de nem támogatta a fasiszták növekvő táborának tevékenységét. Ennek ellenére a fasiszta hatalomátvétel után elfogadta a Benito Mussolini vezette újonnan felálló kormány hadügyminiszteri tárcáját, személyével legitimálva mind belföldön, mind külföldön a létrejövő fasiszta rendszert. Hivatalában a kiépülő rezsim követelményeinek részint ellenállni, részint megfelelni igyekezett, így célja volt a hadsereg belső rendjének megerősítése az általa kényszerűen elismert fasiszta milíciákkal szemben, de támogatta azon olasz légierő-fejlesztéseket is, amelyek ekkor inkább szolgálták a fasiszta propaganda célkitűzéseit, mintsem a repülőgéppark modernizálását. 1924-ben köszönt le pozíciójából, ugyanebben az évben megkapta (Cadornával egyetemben) a tiszteletbeli „Olaszország marsallja” címet. Betegsége folyamatosan súlyosbodott, 1928. február 29-én hunyt el Rómában.